# Mária Manuéla portugál infánsnő
Mária Manuéla portugál infánsnő (portugálul: Infanta Maria Manuela de Portugal, spanyolul: Princesa consorte María Manuela de Asturias; Coimbra, 1527. október 15. – Valladolid, 1545. július 12.) az Avis-házból származó portugál infánsnő és trónörökösnő, Fülöp asztúriai herceggel kötött házassága révén spanyol infánsné és Asztúria hercegnéje.

## Élete
Mária Manuéla portugál infánsnő 1527. október 15-én született Coimbra városában III. János portugál király (1502–1557) és Habsburg Katalin kasztíliai infánsnő (1507–1578) második gyermekeként, egyben elsőszülött leányaként. III. János király és a Habsburg-ház spanyol ágához tartozó Katalin királyné házasságából összesen kilenc gyermek származott, azonban közülük csupán kettő – Mária Manuéla és János Mánuel – érte meg a felnőttkort, a többiek csecsemőként elhaláloztak. Mária Manuéla infánsnőt édesapja nem sokkal születése után a portugál trón várományosának nevezte meg, így Mária Manuéla infánsnői rangja mellett a Portugália hercegnője (Princesa de Portugal vagy Princesa herdeira de Portugal) címet is viselte. Trónörökösi pozícióját csak öccse, János Mánuel 1537-es születésekor veszítette el.
A portugál infánsnőt dinasztikus érdekek miatt jegyezték el a spanyol trón várományosával, Fülöp asztúriai herceggel (1527–1598), akihez kétszeresen is elsőfokú unokatestvéri rokonság fűzte: Mária Manuéla édesapja és Fülöp asztúriai herceg édesanyja I. Mánuel portugál király, míg a portugál hercegnő édesanyja és a spanyol infáns édesapja I. Fülöp kasztíliai király gyermekei voltak. A házastárs kiválasztásának hátterében I. Károly spanyol király az irányú erőfeszítései húzódtak, hogy lehetőleg katolikus szövetségest találjon. Szintén szerepet játszott a vőlegény családja részéről a pénzszűke, hiszen a folyamatos háborúk kimerítették a kincstárat, a portugál uralkodó pedig igen bőkezű hozományt ígért leánya keze mellé. A frigyet csak akkor tartották meg, mikor az egyébként egyidős felek betöltötték tizenhatodik életévüket. A portugál infánsnő gazdag hozománnyal utazott el spanyol földre, Caia és Badajoz városait is érintve. A legmagasabb spanyol méltóságok fogadták, mint például Juan Martínez Guijarro cartagenai püspök és Juan Alonso de Guzmán herceg. A hatalmas pompa jellemezte esküvőt a toledói érsek celebrálta Salamanca városában 1543. november 12-én. A következő napon az ifjú házaspár meglátogatta közös nagyszülőjüket, az őrültsége miatt a tordesillasi kolostorba zárt II. Johanna kasztíliai királynőt.
1545. július 8-án Valladolid városában Mária Manuéla asztúriai hercegné életet adott egyetlen gyermekének, Habsburg Károly asztúriai hercegnek (1545–1568). A herceg szellemileg fogyatékos volt szülei közeli és többszörös rokonsága miatt, de élete vége felé fizikai rendellenességek is mutatkoztak nála. Négy nappal később Mária Manuéla portugál infánsnő, spanyol infánsné és asztúriai hercegné belehalt a nehéz szülés szövődményeibe. A hercegnőt a San Lorenzo de El Escorial-i királyi kolostorban, a spanyol királyi család hagyományos temetkezési helyén temették el.